# Тілопо оливковоголовий

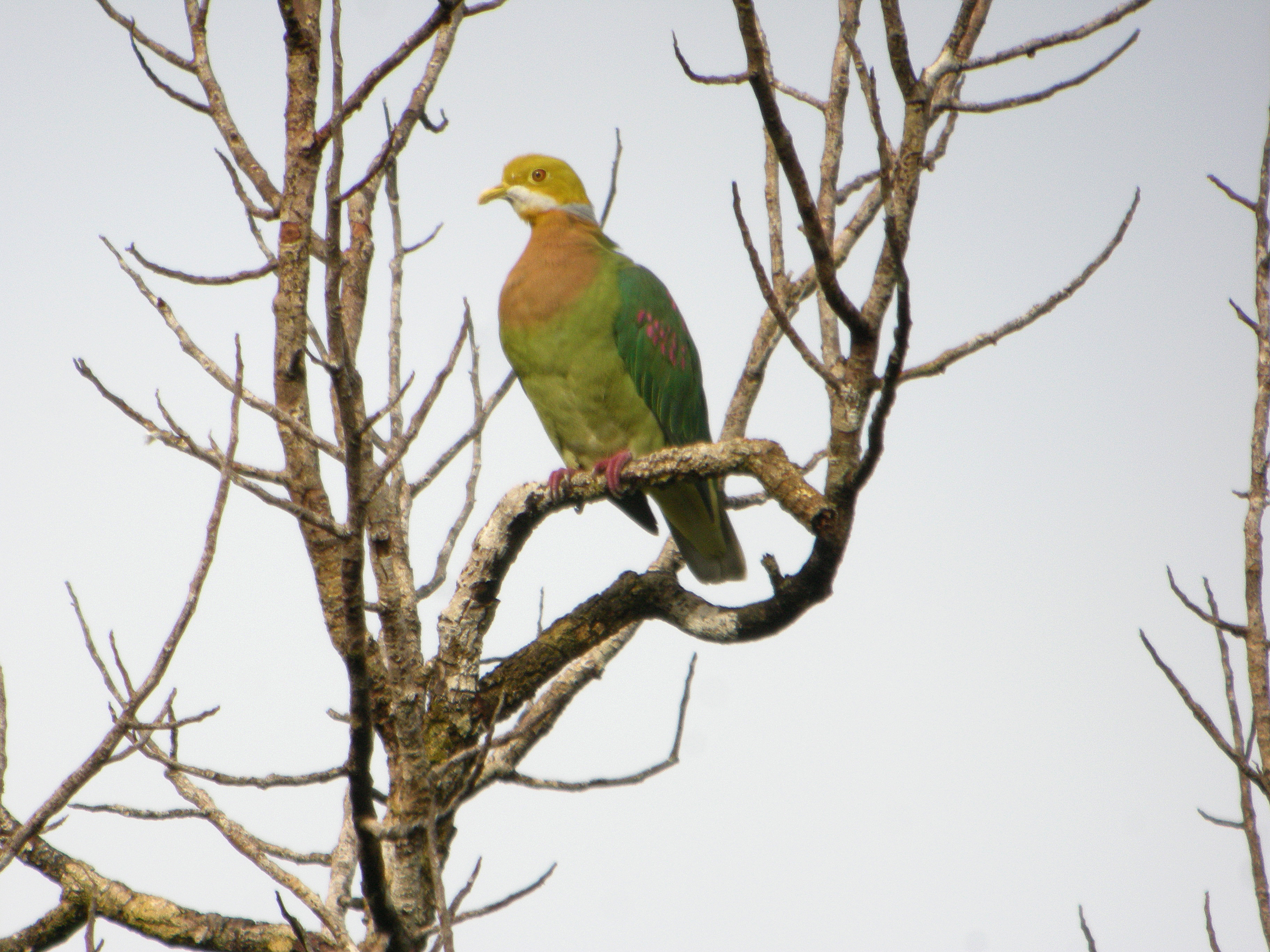
Оливковоголовий тілопо

Тілопо оливковоголовий (Ptilinopus perlatus) — вид голубоподібних птахів родини голубових (Columbidae). Мешкає на Новій Гвінеї та на сусідніх островах.

## Підвиди
Виділяють три підвиди:
- P. p. perlatus (Temminck, 1835) — острови Західного Папуа, північний захід Нової Гвінеї;
- P. p. plumbeicollis Meyer, AB, 1890 — північ і північний схід Нової Гвінеї;
- P. p. zonurus Salvadori, 1876 — південь Нової Гвінеї, острови Ару і Д'Антркасто.

## Поширення і екологія
Оливковоголові тілопо живуть у вологих рівнинних тропічних лісах Нової Гвінеї. Зустрічаються на висоті до 1220 м над рівнем моря.